# John Barkley Rosser
John Barkley Rosser Sr. (Jacksonville, 6 de dezembro de 1907 – Madison, Wisconsin, 5 de setembro de 1989) foi um lógico estadunidense, conhecido por sua parte no Teorema de Church-Rosser em cálculo lambda.
Em 1936 provou o truque de Rosser, uma versão forte do primeiro teorema da incompletude de Gödel, mostrando que o requisito para ω-consistência pode ser enfraquecido para consistência.
O Paradoxo Kleene-Rosser mostrou que o cálculo lambda original era inconsistente.
Foi palestrante do Congresso Internacional de Matemáticos em Amsterdam (1954). O seu orientador de doutoramento foi Alonzo Church.

## Publicações selecionadas
- A mathematical logic without variables by John Barkley Rosser, Univ. Diss. Princeton, NJ 1934, p. 127–150, 328–355
- Logic for mathematicians by John B. Rosser, McGraw-Hill 1953;[3] 2nd ed., Chelsea Publ. Co. 1978, 578 p., ISBN 0-8284-0294-9
- Highlight of the History of Lambda calculus, by J. Barkley Rosser, Annals of the History of Computing, 1984, vol	 6, n 4, pp. 337–349
- Simplified Independence Proofs: Boolean Valued Models of Set Theory, by J. Barkley Rosser, Academic Press, 1969
- Ver Barkley Rosser papers para uma lista completa das publicações de Rosser